# Lecteria uniarmillata
Lecteria uniarmillata är en tvåvingeart som beskrevs av Alexander 1956. Lecteria uniarmillata ingår i släktet Lecteria och familjen småharkrankar. Inga underarter finns listade i Catalogue of Life.